# Orden Cabalística de la Rosacruz
La Orden Cabalística de la Rosacruz fue una Fraternidad fundada en París en 1898 por Stanislas de Guaita (1867-1897), quien la presidió hasta su muerte, sucediéndole Albert Faucheux y luego Gerard Encausse (Papus), y la que se disolvió en 1916 al fallecer este último. Tenía por objeto el estudio del esoterismo, especialmente la tradición Rosacruz y Cabalística.